# West Bend (Iowa)
West Bend és una població dels Estats Units a l'estat d'Iowa. Segons el cens del 2000 tenia 834 habitants.

## Demografia
Segons el cens del 2000, West Bend tenia 834 habitants, 352 habitatges, i 210 famílies. La densitat de població era de 365,9 habitants/km².
Dels 352 habitatges en un 25% hi vivien nens de menys de 18 anys, en un 54,8% hi vivien parelles casades, en un 3,1% dones solteres, i en un 40,1% no eren unitats familiars. En el 37,2% dels habitatges hi vivien persones soles el 24,4% de les quals corresponia a persones de 65 anys o més que vivien soles. El nombre mitjà de persones vivint en cada habitatge era de 2,21 i el nombre mitjà de persones que vivien en cada família era de 2,95.
Per edats la població es repartia de la següent manera: un 22,1% tenia menys de 18 anys, un 6% entre 18 i 24, un 20,5% entre 25 i 44, un 20,6% de 45 a 60 i un 30,8% 65 anys o més.
L'edat mediana era de 46 anys. Per cada 100 dones de 18 o més anys hi havia 83,6 homes.
La renda mediana per habitatge era de 31.711 $ i la renda mediana per família de 40.455 $. Els homes tenien una renda mediana de 31.083 $ mentre que les dones 20.000 $. La renda per capita de la població era de 18.804 $. Entorn del 4,1% de les famílies i el 6,9% de la població estaven per davall del llindar de pobresa.

## Poblacions més properes
El següent diagrama mostra les poblacions més properes.